# John Trevor
Pour les articles homonymes, voir Trevor.
Sir John Trevor, né vers 1637 et mort le 20 mai 1717, est un homme politique et juge gallois du royaume d'Angleterre.

## Biographie
Il grandit dans les environs de Chirk, au pays de Galles. À l'issue d'études de droit au Inner Temple, il est appelé au barreau en 1661 et entame une carrière lucrative de barrister (avocat). Il est fait chevalier en janvier 1671 après avoir diverti le roi Charles II en visite au Inner Temple. En 1673 Charles le fait Conseiller du roi (King's Counsel), titre prestigieux d'avocat, et la même année il est élu député du village de Castle Rising (dans le comté anglais du Norfolk) à la Chambre des communes du Parlement d'Angleterre, à l'occasion d'une élection partielle à laquelle il est le seul candidat. Il siège avec les députés du « parti de la Cour », groupe informel favorable au gouvernement. Il y est très actif, prenant souvent la parole, participant à de nombreuses commissions parlementaires et en présidant plusieurs. Il siège pour le village de Bere Alston aux parlements de 1679 et de 1680, et vote contre la proposition de loi visant à exclure le prince Jacques, catholique, de la succession au trône. Il estime : « Le Parlement peut disposer de la Couronne mais ne peut pas, sans raison, bannir » le prince. Député du comté gallois du Denbighshire au parlement de 1681, il y est cette fois peu actif. Il est ensuite brièvement maire de Holt de 1682 à 1683.
Il est député de la ville galloise de Denbigh et de ses environs au parlement de 1685, le seul du règne de Jacques II. Membre du group tory, il est loyal à ce nouveau roi catholique que les députés whigs avaient voulu exclure de l'accès au trône. John Trevor est choisi comme président de ce « parlement loyal », bien que son très fort strabisme complique parfois sa tâche de gestion des débats. À l'été, il succède à John Churchill, décédé, comme Master of the Rolls, c'est-à-dire comme président de la section civile de la Cour d'appel d'Angleterre et du pays de Galles, tout en continuant à présider la Chambre des communes. Bien qu'ayant une majorité tory, ce parlement s'oppose en novembre à la volonté du roi d'autoriser des catholiques à être officiers dans l'armée ; Jacques suspend alors le parlement, qui ne siégera plus avant sa dissolution formelle en 1687. En juillet 1688, John Trevor est fait membre du Conseil privé du roi. En décembre 1688, alors que les forces néerlandaises du prince Guillaume d'Orange sont arrivées en Angleterre pour renverser le roi, Trevor demeure loyal à Jacques et continue de siéger au Conseil privé.

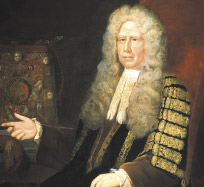
Sir John Trevor

Il ne siège pas initialement au parlement de convention de 1689, mais y entre au mois de mai comme député de Bere Alston après une élection partielle. Il est député de Yarmouth, ville de l'île de Wight, au parlement de 1690, et est choisi à nouveau par les députés pour le présider, malgré les réticences du nouveau gouvernement. En janvier 1691 il retrouve une place au Conseil privé, celui des nouveaux monarques Marie II et Guillaume III, et en 1693 il redevient Master of the Rolls, fonction dont il avait été privé à la Révolution. Début mars 1695, toutefois, une commission parlementaire se constitue pour enquêter sur des accusations corruption à son encontre. Il est démontré qu'en 1693 le conseil de la cité de Londres a résolu de lui verser une somme d'argent en récompense pour l'adoption d'une proposition de loi relative aux dettes de créanciers de la cité. Le 12 mars, après le rapport de la commission, les députés en débattent durant quatre heures, puis adoptent une motion reconnaissant John Trevor coupable d'un délit à ce sujet. Il présente ses excuses, mais le roi Guillaume III autorise la Chambre à élire un nouveau président, et la Chambre des communes expulse Trevor formellement le 16 mars, le privant à la fois de sa présidence et de son siège de député. Il est limogé du Conseil privé le même jour. En avril, il est accusé également d'avoir été soudoyé par la Compagnie anglaise des Indes orientales, mais le parlement est ajourné avant que les députés ne puissent étudier cette accusation.
Cette expulsion pour délit commis dans le cadre de ses fonctions de président de la Chambre est sans précédent. Il est probable que des facteurs politiques y aient joué un rôle, les whigs étant alors dominants et John Trevor étant « l'un des rares tories exerçant encore une haute fonction ». Malgré sa disgrâce, il demeure Master of the Rolls jusqu'à sa mort, et en juin 1702 il est réintégré au Conseil privé par la nouvelle reine Anne. Il meurt à Londres en mai 1717.